# Frontopsylla kunitskyi
Frontopsylla kunitskyi är en loppart som beskrevs av Maslennikova Et Kunitskaya 1982. Frontopsylla kunitskyi ingår i släktet Frontopsylla och familjen smågnagarloppor. Inga underarter finns listade i Catalogue of Life.